# 비움
비움은 1990년에 설립된 쓰레기 자동 이송 시스템 전문 기업이다. 현재 본사는 경기도 안양시 동안구 시민대로 387, A동 801호에 위치하고 있다.

## 연혁
1994. 04 “빌딩용 쓰레기 수거장치“ 발명특허등록 (발명특허 제0729929)
1995. 01 공기이송방식 쓰레기 자동수거시스템 시공(...청사)
1998. 09 공기이송방식 쓰레기 자동수거시스템 100% 국산화 완료
1999. 09 “중앙집중식 음식물쓰레기 자동포집시스템“ 특허등록 (발명특허 제0232836)
2000. 07 음식물쓰레기 자동포집시스템 개발
2003. 12 세대내투입방식 음식물쓰레기 자동이송시스템 준공(분당 미켈란 쉐르빌)
2007. 01 "음식물 자동처리시스템" 특허등록 (발명특허 10-0676897호)
2007. 01 모스크바 심장병센터 준공(당사 시스템 해외진출)
2008. 03 "공기이송방식 세대별 음식물쓰레기 자동처리장치" 특허등록(발명특허 10-0811836호)
2009. 12 기업부설 연구소 인증서 취득 (한국기술협회)
2010. 10 고양식사지구 준공(7,000세대 이상 최장거리 음식물쓰레기 자동이송시스템 전용관로 현장)
2012. 04 부산 랜드마크 80층 "해운대 두산 위브더 제니스" 시공 완료
2015. 10 중국 진출 길림성병원 준공
2017. 02 각층 투입구 계량 적용(신반포자이)
2017. 03 국내 최고층 빌딩 “롯데 월드타워(시그니엘)“ 시공 완료
2018. 03 부산 용호만 복합시설 “더블유” 시공완료
2018. 07 반포 래미안 아이파크 시공 완료
2019. 11 나인원 한남 시공 완료
2020. 09 "개포 래미안포레스트" 아파트 재건축 시공완료
2022 순천 트리마제, 래미안 원 펜타스, 르엘신반포센트럴, 여의도 브라이튼, 우장산IPARK, 북서울 자이 폴라리스 공사중

## 씽크뱅│SINKbang 시스템 갤러리

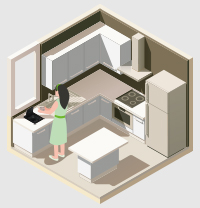
SINKbang- 세대내 투입
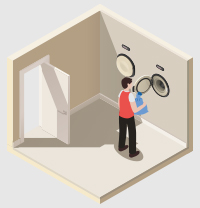
SINKbang- 각층공용 투입
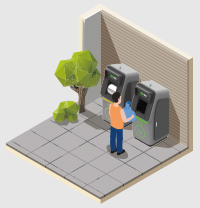
SINKbang- 옥외 투입
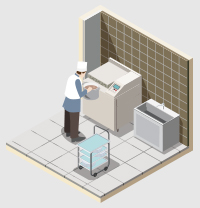
SINKbang- 대용량 투입
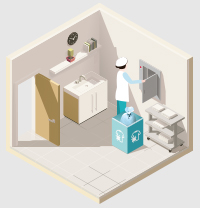
린넨 이송 시스템
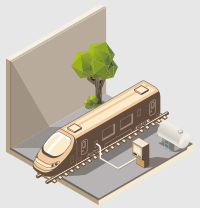
객차오물 수거 시스템

## 비움│SINKbang 시스템 전시
쓰레기 자동 이송 시스템 전시( 아래 메뉴를 클릭 후 BIUM-Tube에서 해당 영상을 시청 바랍니다 )

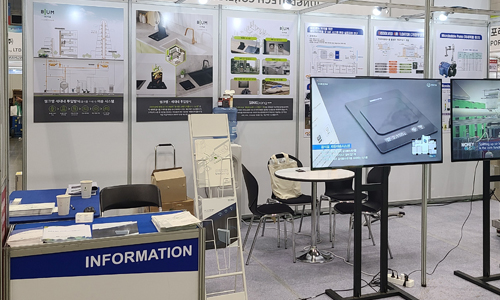
2022 킨텍스 폐기물·자원순환산업전
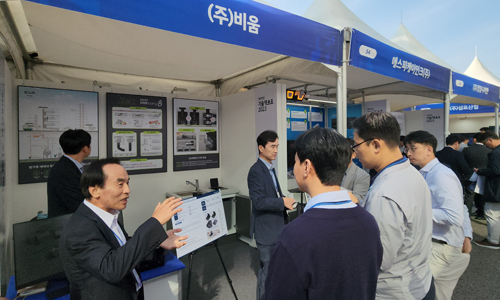
2023 현대건설 기술 엑스포